# 꾸지
꾸지(표준 아랍어: قوزي) 또는 구지(걸프·이라크 아랍어: قوزي, غوزي)는 이라크, 쿠웨이트를 비롯한 아라비아만 연안 지역의 양고기, 쌀밥 요리이다. 이라크의 국민 음식 가운데 하나로 여겨진다.

## 이름
아랍어 "꾸지(قوزي)"의 어원은 "어린 양"을 뜻하는 오스만어 "쿠즈(قوزی)"이다.

## 만들기
양고기 사태 부위를 건라임, 계피, 깟씨, 바하라트, 소금, 올스파이스, 월계수 잎, 정향, 카다멈, 쿠민, 후추 등 향신료와 함께 푹 삶는다. 팬에 기름을 두르고 삶은 양고기를 겉이 바삭바삭하게 굽는다. 고기 구웠던 팬에 다진 마늘과 양파, 향신료 등을 볶은 다음, 양고기 삶은 물을 붓고 바스마티쌀을 넣어 쌀밥을 짓는다. 부순 버미셀리는 기름에 볶다가 물을 부어 익힌다. 쌀밥 위에 고기와 부순 버미셀리, 껍질 벗겨 볶은 아몬드, 볶은 건포도, 데친 완두 등을 올려 낸다.
양고기를 삶지 않고 오븐에 구워 내기도 하는데, 이때는 향신료를 볶아서 가루낸 다음 다진 마늘, 소금, 요구르트, 식초, 식용유 등과 섞어 페이스트를 만들어 고기에 바르고, 고기를 유산지와 은박지로 잘 싸서 굽는다.

## 같이 보기
- 마드푼
- 슈와